# Caril Ann Fugate
Caril Ann Fugate (ur. 30 lipca 1943) – dziewczyna i wspólniczka seryjnego mordercy Charlesa Starkweathera. Najmłodsza kobieta w historii Stanów Zjednoczonych, która była sądzona za zabójstwo pierwszego stopnia.
W 1958 Charles Starkweather zamordował rodziców i młodszą siostrę swojej dziewczyny – czternastoletniej Caril Fugate. W ten sposób zaczęli oni swoją „przygodę”, mordując wszystkich, którzy stanęli im na drodze. Wkrótce zostali złapani, a Caril wyparła się wszystkiego twierdząc, że była zakładniczką Charlesa. Jako dowód wskazała fakt, że w okresie krótko po pierwszych zabójstwach, kiedy mieszkała w swoim domu ze Starkweatherem, wywiesiła na drzwiach kartkę „Nie Zbliżać Się Wszyscy mają grypę”, podpisaną przez „pannę Bartlett” (określenie podwójnie podkreślone). „Bartlett” było nazwiskiem jej ojczyma, które nosiła jako „panna” jedynie jej dwuletnia siostra – tak małe dziecko nie mogło napisać podobnej kartki, co powinno zostać zauważone przez sąsiadów i rodzinę.
W procesie, ze względu na młody wiek, uniknęła kary śmierci i została skazana na dożywotnie pozbawienie wolności. Została zwolniona warunkowo w 1976 roku.